# I Ty możesz zostać św. Mikołajem
I Ty możesz zostać św. Mikołajem – organizowana w latach 1992–2010 (z przerwą na rok 2007) przez Program 2 TVP akcja charytatywna odbywająca się na początku grudnia w okolicy Mikołajek.
Akcja miała na celu zebranie pieniędzy na rzecz domów dziecka i innych ośrodków społeczno-wychowawczych. Początkowo były to dwa najbiedniejsze domy dziecka wskazane przez Ministerstwo Edukacji Narodowej, później beneficjentami akcji było od 4 do 5 każdego roku innych placówek. Telewizyjna Dwójka odwiedzała największe miasta, organizując koncerty, podczas których były zbierane pieniądze. Przez kilkanaście lat dzięki hojności firm, mieszkańców miast, w których organizowana była akcja, oraz telewidzów udało się pomóc wychowankom 45 ośrodków w całym kraju. Podczas 13. edycji zebrano kwotę ponad 2 020 000 zł.
W grudniu 2007 TVP 2 zrezygnowała z organizacji akcji.
W grudniu 2008 TVP 2 wznowiła akcję.
Od grudnia 2011 roku TVP nie organizuje akcji i obecnie nie ma planów na jej wznowienie. Ostatnia edycja odbyła się 5 grudnia 2010 w Gdyni.
Koncerty pod hasłem I Ty możesz zostać św. Mikołajem zorganizowano w miastach:
- 1. - 7. – Warszawa (1992–1998: 6.12.1992, 5.12.1993, 4.12.1994, 3.12.1995, 7.12.1996, 6.12.1997, 5.12.1998)
- 8. – Poznań (1999: 4.12.1999)
- 9. – Gdańsk (2000: 2.12.2000)
- 10. – Szczecin (2001: 1.12.2001)
- 11. – Poznań (2002: 7.12.2002)
- 12. – Katowice (2003: 6.12.2003)
- 13. – Wrocław (2004: 5.12.2004)
- 14. – Kraków (2005: 4.12.2005)[1]
- 15. – Kwidzyn (2006: 3.12.2006)[2]
- 16. – Bydgoszcz (2008: 7.12.2008)[3]
- 17. – Gdynia (2009: 6.12.2009)[4]
- 18. – Gdynia (2010: 5.12.2010)